# Stația de metrou Oktogon (Budapesta)
Oktogon este o stație de metrou situată pe magistrala M1 (Millennium) din Budapesta. În perioada comunistă, stația s-a numit November hetedike tér (piața 7 Noiembrie). Stația a fost deschisă în anul 1896, interioarele sale fiind construite în stil clasic, cu placă de aramă, ca și celelalte stații ale acestei linii. Se află la o adâncime de aproximativ 3 metri sub nivelul solului. Numele Oktogon provine de la piața în formă de octogon situată la suprafață, fiind punctul de intersecție al Bulevardului Andrássy cu Bulevardul Nagykörút.
Oktogon este în mod tradițional "punctul 0" de la care se măsoară distanțele din Budapesta, spre toate celelalte localități din Ungaria.

## Timpi de parcurs
| Linia | Stația          | Timpul de parcurs |
| M1    | Vörösmarty tér  | 4 min             |
| M1    | Deák Ferenc tér | 3 min             |
| M1    | Mexikói út      | 7 min             |